# 러시아 인형처럼
《러시아 인형처럼》(영어: Russian Doll)은 넷플릭스에서 2019년 2월부터 방영된 미국의 코미디 드라마이다.